# شون آسو
شون آسو (انگلیسی: Shun Aso؛ زادهٔ ۲۳ آوریل ۱۹۸۵) بازیکن فوتبال اهل ژاپن است.